# Pavelló d'accés de la central nuclear Vandellòs 1
El Pavelló d'accés de la central nuclear Vandellòs 1 és una obra de Vandellòs i l'Hospitalet de l'Infant (Baix Camp) protegida com a Bé Cultural d'Interès Local.

## Descripció
Edifici destinat al control d'accés a la central nuclear; de forma circular dissenyat per Antonio Bonet Castellana. Està format per una àmplia sala d'espera de serveis, amb vestidors i una cuina-office; molt a prop del mar, es formalitza com un espai cobert per un casquet en forma de closca de mol·lusc, construït amb una cúpula de formigó armat recobert de trencadís ceràmic de color groc i suportat per esvelts perfils metàl·lics. Aquest edifici ens recorda la glorieta mirador a l'Alboreto Lussich de Punta Ballena, Uruguai, construït l'any 1946, aquesta solució constructiva es va utilitzar posteriorment als porxos de la casa Balañà a Sant Vicent de Montalt construïda entre els anys 1976-1978 i també a les cobertes del centre sanitari i de recuperació de la Mútua metal·lúrgica de Cabrils, construïda entre els anys 1973-1980. (J. Ródenas).